# Liga Pampeana de Fútbol
La Liga Pampeana de Fútbol  es una de las Ligas Regionales perteneciente a la provincia de La Pampa en Argentina. 

La sede de dicha liga se encuentra en Calle 1 Nro 1060, de la ciudad de General Pico.

El campeón anual de la liga se clasifica al Torneo Regional Federal Amateur, cuarta división de la AFA para los clubes indirectamente afiliados a dicha institución. El último representante de la liga en el torneo fue Costa Brava, quien se consagró campeón de la Zona Pampeana Bonaerense Sur, y ganó el ascenso al Torneo Federal A en una controvertida final frente a Comisión de Actividades Infantiles de Comodoro Rivadavia.

## Historia
El campeonato de la liga desde 1926. Al día de hoy, no existe un predominio de algún o algunos clubes en el historial de campeones, siendo muy pareja la tabla de campeones, con Costa Brava y Alvear FC como los más galardonados con 15 torneos, seguidos por Ferro Carril Oeste (Pico) con 14 títulos.

### En la AFA

#### Torneos Regionales
La Provincia de La Pampa, empezó a ser representada en torneos de AFA desde 1967 por medio del Torneo Regional, torneo para los clubes indirectamente afiliados, por el cual los ganadores clasificaban al Campeonato Nacional de Primera División.

Sin embargo, la Liga Pampeana en particular, debió esperar hasta 1980, cuando Costa Brava se clasificó al torneo, siendo el primer equipo liguero en jugar el Regional. Otros clubes que lograron competir en el certamen fueron Ferro de General Pico, Racing Club de Eduardo Castex y Pico Football Club.

#### Torneo Nacional
En 1984, Ferro Carril Oeste se convirtió en el primer y único club de la liga, y en el segundo de la Provincia de La Pampa, en ganar su Zona Regional (luego de adjudicarse de forma invicta el Grupo Sur B, y vencer en la Final al ganador del Grupo A: Germinal de Rawson) y clasificar a la máxima categoría del fútbol argentino, jugando de esa manera el Campeonato Nacional de 1984.

#### Viejo Nacional B
En el período posterior, con la creación del Torneo Nacional B, los clubes del interior fueron incorporados a los certámenes regulares de AFA.

El mismo Ferro Carril Oeste, obtuvo el boleto correspondiente a la Provincia de La Pampa, al vencer en la final de interligas a All Boys de Santa Rosa; permaneció en la categoría dos temporadas descendiendo en 1988.

#### Torneo Argentino A
Con la creación del Torneo Argentino A en 1995, el Club Atlético y Cultural Argentino fue el representante de la Liga Pampeana, en esa categoría, durante seis temporadas

#### Actualidad
Tras el descenso de Ferro Carril Oeste, que militó el Torneo Federal A durante diez años (desde su invitación en 2014 hasta la temporada 2024), Costa Brava se transformó con su ascenso en 2025 a dicho certamen, en el único representante de la Liga (y de la Provincia de La Pampa a nivel nacional.

## Autoridades
Las actuales autoridades fueron designadas tras las elecciones realizadas el 4 de marzo de 2022. Oportunidad en la que se designó el reemplazante de Norberto Cuevas, que tras una larga presidencia dejó el cargo en manos de Luis Ovin .

El presidente y vicepresidente del Consejo Directivo, duran dos años en sus funciones, los demás miembros un año. Fuente:
| Cargo                    | Apellido                                                          | Nombre                                                                                   |
| ------------------------ | ----------------------------------------------------------------- | ---------------------------------------------------------------------------------------- |
| PRESIDENTE               | OVIN                                                              | LUIS MARIA                                                                               |
| VICEPRESIDENTE           | FALGAN                                                            | ANDRES                                                                                   |
| SECRETARIO               | BAMBINI                                                           | JORGE HERNAN                                                                             |
| PROSECRETARIO            | DE LA IGLESIA                                                     | LEONARDO RUBEN                                                                           |
| TESORERO                 | ALVAREZ                                                           | RUBEN                                                                                    |
| PROTESORERO              | FERRERO                                                           | MARCELO                                                                                  |
| VOCALES                  | PEREZ DALLASTA VIOLA CORSO RATTALINO CANTALLOPS SANCHEZ MARSIGLIO | EMANUEL CLAUDIO JAVIER MIGUEL ANGEL MARCELO DAMIAN JOSE RICARDO M. CARLOS DANIEL MARCELO |
| REV. DE CUENTAS TITULAR  | PEIRANO ROJO                                                      | ADRIAN MIGUEL ANGEL                                                                      |
| REV. DE CUENTAS SUPLENTE | ROSOTTO                                                           | JAVIER                                                                                   |

## Equipos Afiliados
Fuente aniversarios:
| Equipo                                                    | L | Localidad         | Fun        | Estadio                    |
| --------------------------------------------------------- | - | ----------------- | ---------- | -------------------------- |
| Alvear Foot-Ball Club                                     |   | Intendente Alvear | 26/06/1920 | De la Avenida              |
| Asociación Alta Italia Football Club                      |   | Alta Italia       | 22/04/1922 | Jorge Toselli              |
| Asociación Club Rumbo a Vélez                             |   | General Pico      |            |                            |
| Asociación Recreativa de Fomemto y Cultura Lonquimay Club |   | Lonquimay         | 06/06/1924 |                            |
| Caleufu Football Club                                     |   | Caleufu           |            |                            |
| Club Agrario Argentino                                    |   | Parera            | 01/11/1965 | Manuel Rodríguez           |
| Club Atlético All Boys                                    |   | Trenel            | 26/08/1927 | José Gago                  |
| Club Atlético Catriló                                     |   | Catriló           | 17/04/1920 | Meridiano "V"              |
| Club Atlético Costa Brava                                 |   | General Pico      | 21/08/1932 | Nuevo Pacaembú             |
| Club Atlético Jorge Newbery                               |   | Rancul            | 22/03/1922 |                            |
| Club Atlético y Cultural Argentino                        |   | General Pico      | 01/08/1920 | Volcán de Barrio Pacífico  |
| Club Cultura Integral                                     |   | Colonia Baron     | 23/06/1918 | Oscar Avelino Dolce        |
| Club Deportivo Argentino                                  |   | Quemu Quemu       | 05/06/1921 | Carlos Sierra              |
| Club Deportivo Ranqueles                                  |   | General Pico      | 24/10/2001 |                            |
| Club Deportivo Unión                                      |   | General Pico      |            |                            |
| Club Estudiantil                                          |   | Eduardo Castex    | 23/04/1923 | Próspero Jañez             |
| Club Ferro Carril Oeste                                   |   | General Pico      | 24/06/1934 | Coloso Barrio Talleres     |
| Club Atlético Ferro Carril Oeste                          |   | Realicó           | 31/07/1934 | Cincuentenario             |
| Club Rivadavia                                            |   | Arata             | 23/10/1926 |                            |
| Club Social y Atlético Ferro Carril Oeste                 |   | Intendente Alvear | 11/07/1920 | Parque de la Tradición     |
| Club Social y Deportivo Belgrano                          |   | Villa Mirasol     | 08/05/1970 |                            |
| Club Sportivo Independiente                               |   | General Pico      | 20/08/1920 | Roberto Petit de Meurville |
| Club Sportivo Realicó                                     |   | Realicó           | 05/05/1927 | Parque Rojo                |
| Club Teniente Benjamín Matienzo                           |   | Ingeniero Luiggi  | 23/04/1920 | José Manuel Garay          |
| Larroude Football Club                                    |   | Bernardo Larroudé | 16/07/1940 |                            |
| Centro Deportivo y Recreativo Larroudé                    |   | Bernardo Larroudé | 1926       | Horacio Amieva             |
| Martini Football Club                                     |   | Embajador Martini | 04/05/1916 | Héctor Winchel             |
| Pico Football Club                                        |   | General Pico      | 01/04/1919 | Emiliano Luis Caire        |
| Racing Club                                               |   | Eduardo Castex    | 22/04/1922 | Hector Nervi               |
| Unión Deportiva Vertiz                                    |   | Vertiz            | 14/01/2004 |                            |
| Club Juventud Regional                                    |   | Miguel Cané       | 05/07/1944 | Fortunato Echeverría       |

## Campeones de la Liga Pampeana de Fútbol
Fuente:.

### Listado de Campeones
| Tem  | Torn | Campeón                                            | Tít |
| ---- | ---- | -------------------------------------------------- | --- |
| 1926 | 1    | Racing Club (Eduardo Castex)                       | 1   |
| 1927 | 2    | Racing Club (Eduardo Castex)                       | 2   |
| 1928 | 3    | Club Sportivo Independiente (General Pico)         | 1   |
| 1929 | 4    | Racing Club (Eduardo Castex)                       | 3   |
| 1930 | 5    | Club S.y A. Ferro Carril Oeste (Intendente Alvear) | 1   |
| 1931 | 6    | Club Sportivo Independiente (General Pico)         | 2   |
| 1932 | 7    | Miguel Cané Football Club (Miguel Cané)            | 1   |
| 1933 | 8    | Club Sportivo Independiente (General Pico)         | 3   |
| 1934 | 9    | Club Sportivo Independiente (General Pico)         | 4   |
| 1935 | 10   | Club Sportivo Independiente (General Pico)         | 5   |
| 1936 | 11   | Alvear Football Club (Intendente Alvear)           | 1   |
| 1937 | 12   | Alvear Football Club (Intendente Alvear)           | 2   |
| 1938 | 13   | Club Sportivo Independiente (General Pico)         | 6   |
| 1939 | 14   | Alvear Football Club (Intendente Alvear)           | 3   |
| 1940 | 15   | Club Atlético Costa Brava (General Pico)           | 1   |
| 1941 | 16   | Club Atlético Ferro Carril Oeste (General Pico)    | 1   |
| 1942 | 17   | Club Atlético Costa Brava (General Pico)           | 2   |
| 1943 | 18   | Club Sportivo Independiente (General Pico)         | 7   |
| 1944 | 19   | Club Sportivo Independiente (General Pico)         | 8   |
| 1945 | 20   | Club Atlético y Cultural Argentino (General Pico)  | 1   |
| 1946 | 21   | Racing Club (Eduardo Castex)                       | 4   |
| 1947 | 22   | Racing Club (Eduardo Castex)                       | 5   |
| 1948 | 23   | Club Atlético Ferro Carril Oeste (General Pico)    | 2   |
| 1949 | 24   | Club Sportivo Realicó (Realicó)                    | 1   |
| 1950 | 25   | Club Sportivo Independiente (General Pico)         | 9   |
| 1951 | 26   | Club Sportivo Independiente (General Pico)         | 10  |
| 1952 | 27   | Club Atlético y Cultural Argentino (General Pico)  | 2   |
| 1953 | 28   | Club Atlético y Cultural Argentino (General Pico)  | 3   |
| 1954 | 29   | Club Atlético y Cultural Argentino (General Pico)  | 4   |
| 1955 | 30   | Pico Football Club (General Pico)                  | 1   |
| 1956 | 31   | Club Atlético y Cultural Argentino (General Pico)  | 5   |
| 1957 | 32   | Club Atlético y Cultural Argentino (General Pico)  | 6   |
| 1958 | 33   | Club Atlético y Cultural Argentino (General Pico)  | 7   |
| 1959 | 34   | Club Atlético y Cultural Argentino (General Pico)  | 8   |
| 1960 | 35   | Club Atlético Ferro Carril Oeste (General Pico)    | 3   |
| 1961 | 36   | Club Sportivo Independiente (General Pico)         | 11  |
| 1962 | 37   | Alvear Football Club (Intendente Alvear)           | 4   |
| 1963 | 38   | Alvear Football Club (Intendente Alvear)           | 5   |
| 1964 | 39   | Alvear Football Club (Intendente Alvear)           | 6   |
| 1965 | 40   | Pico Football Club (General Pico)                  | 2   |
| 1966 | 41   | Pico Football Club (General Pico)                  | 3   |
| 1967 | 42   | Club S.y A. Ferro Carril Oeste (Intendente Alvear) | 2   |
| 1968 | 43   | Club S.y A. Ferro Carril Oeste (Intendente Alvear) | 3   |
| 1969 | 44   | Club Estudiantil (Eduardo Castex)                  | 1   |
| 1970 | 45   | Racing Club (Eduardo Castex)                       | 6   |
| 1971 | 46   | Club Atlético Costa Brava (General Pico)           | 3   |
| 1972 | 47   | Club Atlético Costa Brava (General Pico)           | 4   |
| 1973 | 48   | Club S.y A. Ferro Carril Oeste (Intendente Alvear) | 4   |
| 1974 | 49   | Club S.y A. Ferro Carril Oeste (Intendente Alvear) | 5   |
| 1975 | 50   | Alvear Football Club (Intendente Alvear)           | 7   |
| 1976 | 51   | Club S.y A. Ferro Carril Oeste (Intendente Alvear) | 6   |
| 1977 | 52   | Club Atlético Ferro Carril Oeste (General Pico)    | 4   |
| 1978 | 53   | Club Atlético Costa Brava (General Pico)           | 5   |
| 1979 | 54   | Club Atlético Costa Brava (General Pico)           | 6   |
| 1980 | 55   | Club Atlético Ferro Carril Oeste (General Pico)    | 5   |
| 1981 | 56   | Club Atlético Ferro Carril Oeste (General Pico)    | 6   |
| 1982 | 57   | Racing Club (Eduardo Castex)                       | 7   |
| 1983 | 58   | Club Atlético Ferro Carril Oeste (General Pico)    | 7   |
| 1984 | 59   | Club Atlético Ferro Carril Oeste (General Pico)    | 8   |
| 1985 | 60   | Pico Football Club (General Pico)                  | 4   |
| 1986 | 61   | Club Atlético Costa Brava (General Pico)           | 7   |
| 1987 | 62   | Club Tte Benjamín Matienzo (Ingeniero Luiggi)      | 1   |
| 1988 | 63   | Alvear Football Club (Intendente Alvear)           | 8   |
| 1989 | 64   | Pico Football Club (General Pico)                  | 5   |
| 1990 | 65   | Club Atlético Costa Brava (General Pico)           | 8   |
| 1991 | 66   | Club Atlético Costa Brava (General Pico)           | 9   |
| 1992 | 67   | Club Atlético Ferro Carril Oeste (General Pico)    | 9   |
| 1993 | 68   | Club Atlético y Cultural Argentino (General Pico)  | 9   |
| 1994 | 69   | Club Atlético Costa Brava (General Pico)           | 10  |
| 1995 | 70   | Club Atlético Ferro Carril Oeste (General Pico)    | 10  |
| 1996 | 71   | Club Atlético y Cultural Argentino (General Pico)  | 10  |
| 1997 | 72   | Club Deportivo Argentino (Quemú Quemú)             | 1   |
| 1998 | 73   | Club Atlético Ferro Carril Oeste (General Pico)    | 11  |
| 1999 | 74   | Indefinido                                         |     |
| 2000 | 75   | Club Estudiantil (Eduardo Castex)                  | 2   |
| 2001 | 76   | Pico Football Club (General Pico)                  | 6   |
| 2002 | 77   | Pico Football Club (General Pico)                  | 7   |
| 2003 | 78   | Alvear Football Club (Intendente Alvear)           | 9   |
| 2004 | 79   | Club Atlético Costa Brava (General Pico)           | 11  |
| 2005 | 80   | Club Atlético Ferro Carril Oeste (General Pico)    | 12  |
| 2006 | 81   | Club S.y A. Ferro Carril Oeste (Intendente Alvear) | 7   |
| 2007 | 82   | Club S.y A. Ferro Carril Oeste (Intendente Alvear) | 8   |
| 2008 | 83   | Club S.y A. Ferro Carril Oeste (Intendente Alvear) | 9   |
| 2009 | 84   | Alvear Football Club (Intendente Alvear)           | 10  |
| 2010 | 85   | Alvear Football Club (Intendente Alvear)           | 11  |
| 2011 | 86   | Alvear Football Club (Intendente Alvear)           | 12  |
| 2012 | 87   | Alvear Football Club (Intendente Alvear)           | 13  |
| 2013 | 88   | Alvear Football Club (Intendente Alvear)           | 14  |
| 2014 | 89   | Racing Club (Eduardo Castex)                       | 8   |
| 2015 | 90   | Club Atlético Ferro Carril Oeste (General Pico)    | 13  |
| 2016 | 91   | Alvear Football Club (Intendente Alvear)           | 15  |
| 2017 | 92   | Club Estudiantil (Eduardo Castex)                  | 3   |
| 2018 | 93   | Club Atlético Ferro Carril Oeste (General Pico)    | 14  |
| 2019 | 94   | Racing Club (Eduardo Castex)                       | 9   |
| 2020 | 95   | Cancelada anticipadamente                          |     |
| 2021 | 96   | Club Atlético Costa Brava (General Pico)           | 12  |
| 2022 | 97   | Club Atlético Costa Brava (General Pico)           | 13  |
| 2023 | 98   | Costa Brava (General Pico)                         | 14  |
| 2024 | 99   | Costa Brava (General Pico)                         | 15  |

### Distribución de Campeonatos
| Club                                               | Tot |
| -------------------------------------------------- | --- |
| Alvear Football Club (Intendente Alvear)           | 15  |
| Club Atlético Costa Brava (General Pico)           | 15  |
| Club Atlético Ferro Carril Oeste (General Pico)    | 14  |
| Club Sportivo Independiente (General Pico)         | 11  |
| Club Atlético y Cultural Argentino (General Pico)  | 10  |
| Club S.y A. Ferro Carril Oeste (Intendente Alvear) | 9   |
| Racing Club (Eduardo Castex)                       | 9   |
| Pico Football Club (General Pico)                  | 7   |
| Club Estudiantil (Eduardo Castex)                  | 3   |
| Sin definición                                     | 2   |
| Miguel Cané Football Club (Miguel Cané)            | 1   |
| Club Sportivo Realicó (Realicó)                    | 1   |
| Club Tte Benjamín Matienzo (Ingeniero Luiggi)      | 1   |
| Club Deportivo Argentino (Quemú Quemú)             | 1   |
| TOTALES                                            | 98  |

## Listado de Presidentes
Fuente: .
| Presidentes Históticos | Presidentes Históticos       | Presidentes Históticos     |
| N°                     | Nombre                       | Periodo                    |
| ---------------------- | ---------------------------- | -------------------------- |
| 26                     | OVIN, Luis María             | 04/03/2022 a la Actualidad |
| 25                     | CUEVAS, Norberto Javier      | 10/11/2009 al 03/03/2022   |
| 24                     | ROGGERO, Rodolfo Ernesto     | 22/02/2002 al 09/11/2009   |
| 23                     | NATAL, Clemente              | 08/07/1995 al 21/02/2002   |
| 22                     | NEGROTTO, Carlos E. Jorge H. | 27/02/1994 al 07/07/1995   |
| 21                     | GIMENEZ, Pedro Ramón         | 27/02/1972 al 26/02/1994   |
| 20                     | ORTIZ, Francisco H.          | 21/02/1971 al 26/02/1972   |
| 19                     | GIMENEZ, Pedro Ramón         | 20/02/1966 al 20/02/1971   |
| 18                     | MORALES, Pedro Sadoc         | 05/06/1955 al 19/02/1966   |
| 17                     | FEBRE, Pedro                 | 16/05/1954 al 24/05/1955   |
| 16                     | BERGMAN, Adolfo              | 21/03/1954 al 27/04/1954   |
| 15                     | JAEKEL, Carlos R.            | 15/03/1953 al 20/03/1954   |
| 14                     | MACIPE CELMAN, Mariano       | 18/03/1951 al 14/03/1953   |
| 13                     | PETIT de MEURVILLE, Roberto  | 20/03/1949 al 17/03/1951   |
| 12                     | SANZ, Amadeo                 | 06/08/1948 al 19/03/1949   |
| 11                     | BORDON, Laureano             | 14/03/1948 al 05/08/1948   |
| 10                     | CASELLA, Ricardo             | 25/06/1947 al 13/03/1948   |
| 9                      | ORTIZ de GUINEA, Jacinto     | 18/03/1945 al 24/06/1947   |
| 8                      | CAPLANSKY, Jacobo            | 27/07/1943 al 17/03/1945   |
| 7                      | ROLERO, Eduardo M.           | 07/02/1943 al 03/07/1943   |
| 6                      | LUGANO, Francisco            | 10/03/1940 al 06/02/1943   |
| 5                      | JAUREGUI, Luciano            | 27/03/1937 al 09/03/1940   |
| 4                      | PIÑEYRO, Daniel              | 24/03/1935 al 26/03/1937   |
| 3                      | JAUREGUI, Luciano            | 11/12/1926 al 23/03/1935   |
| 2                      | CIRELLI, Serafín             | 11/12/1926 al 23/03/1935   |
| 1                      | GALLI, Mario A.              | 14/11/1925 al 09/10/1926   |